# Chthonius atlantis
Chthonius atlantis är en spindeldjursart som beskrevs av Volker Mahnert 1980. Chthonius atlantis ingår i släktet Chthonius och familjen käkklokrypare. Inga underarter finns listade i Catalogue of Life.